# Fabio Francolini
Fabio Francolini (12 agosto 1986) è un pattinatore di velocità in-line e su ghiaccio in pista lunga italiano.

## Palmarès

### Campionati mondiali in linea
2005  Suzhou
- Argento - 1000 m sprint
- Argento - 15000 m

2006  Anyang
- Argento - 5000 m staffetta, a

2007  Cali
- Oro - 10000 m
- Argento - 5000 m staffetta (strada)
- Argento - 5000 m staffetta (pista)
- Bronzo - 20000 m

2008  Gijón
- Oro - 3000 m staffetta
- Argento - 15000 m

2009  Haining
- Bronzo - 10000 m a punti[1]

2010  Guarne
- Bronzo - 10000 m a punti[2]

2010  Yeosu
- Oro - 20000 m

2012  Ascoli Piceno
- Oro - 10000 m
- Argento - 15000 m

2012  San Benedetto del Tronto
- Argento - 20000 m
- Argento - 5000 m staffetta

2013  Ostenda
- Argento - 15000 m
- Argento - 3000 m staffetta
- Bronzo - 10000 m
- Argento - 5000 m staffetta
- Bronzo - 10000 m
- Bronzo - 20000 m

### Campionati mondiali su ghiaccio
2015  Heerenveen
- Argento - mass start